# 1988年カルガリーオリンピックのリヒテンシュタイン選手団
1988年カルガリーオリンピックのリヒテンシュタイン選手団（1988ねんカルガリーオリンピックのリヒテンシュタインせんしゅだん）は、1988年2月13日から2月28日までカナダのカルガリーで開催された1988年カルガリーオリンピックのリヒテンシュタイン選手団、およびその競技結果。

## 概要
今大会は銅メダル1個を獲得した。

## メダル
| メダル | 選手名               | 競技           | 種目     |
| ------ | -------------------- | -------------- | -------- |
| 銅     | パウル・フロンメルト | アルペンスキー | 男子回転 |